# Falafel
Falafel hay felafel là món bánh dạng viên hoặc dạng doughnut được rán ngập dầu, làm từ đậu gà hay đậu răng ngựa. Ở Alexandria, món này được gọi là falafel. Đây là một trong những món ăn truyền thống vùng Trung Đông, nhiều khả năng có xuất xứ từ Ai Cập.

## Hình ảnh

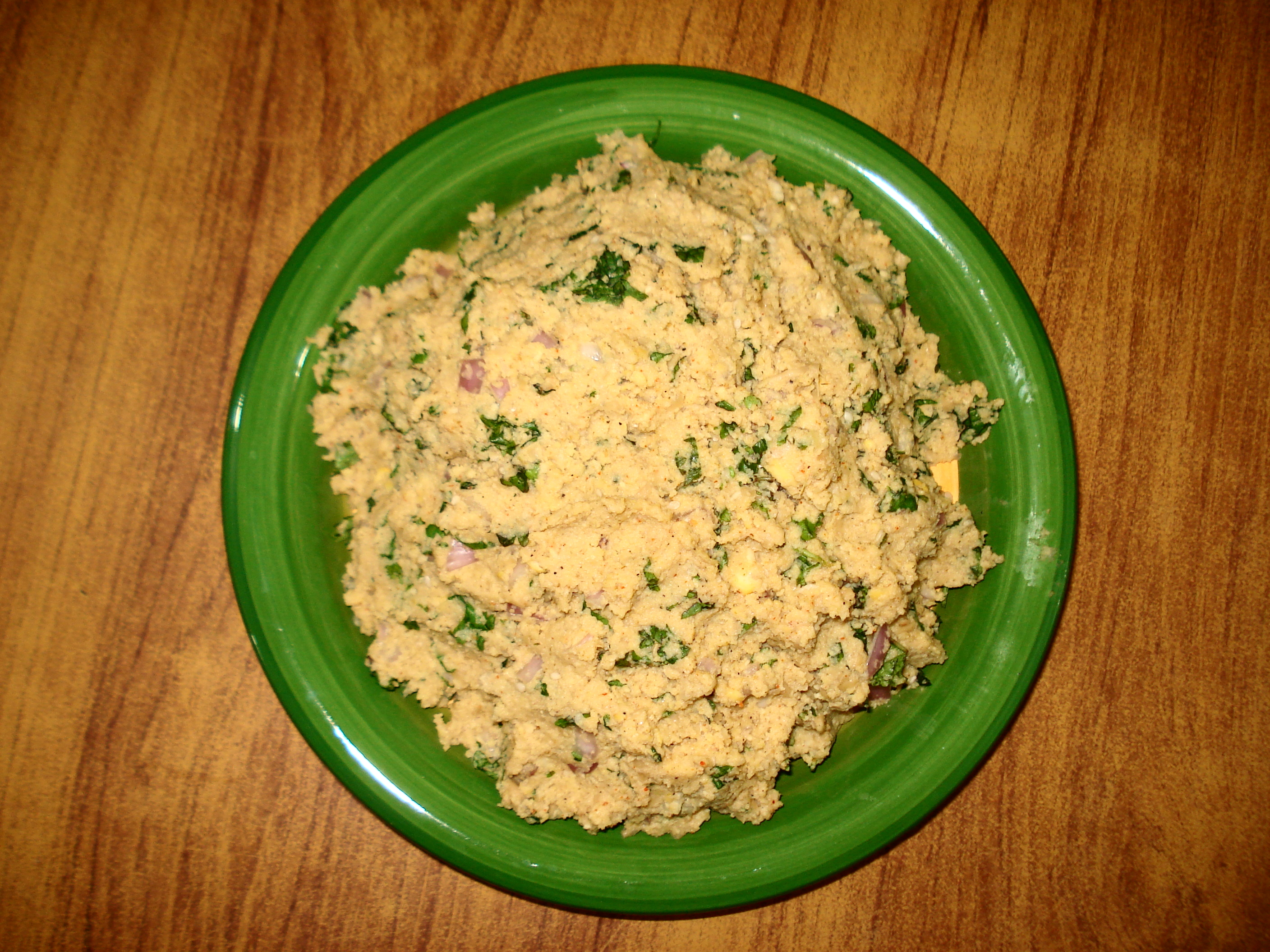
Falafel
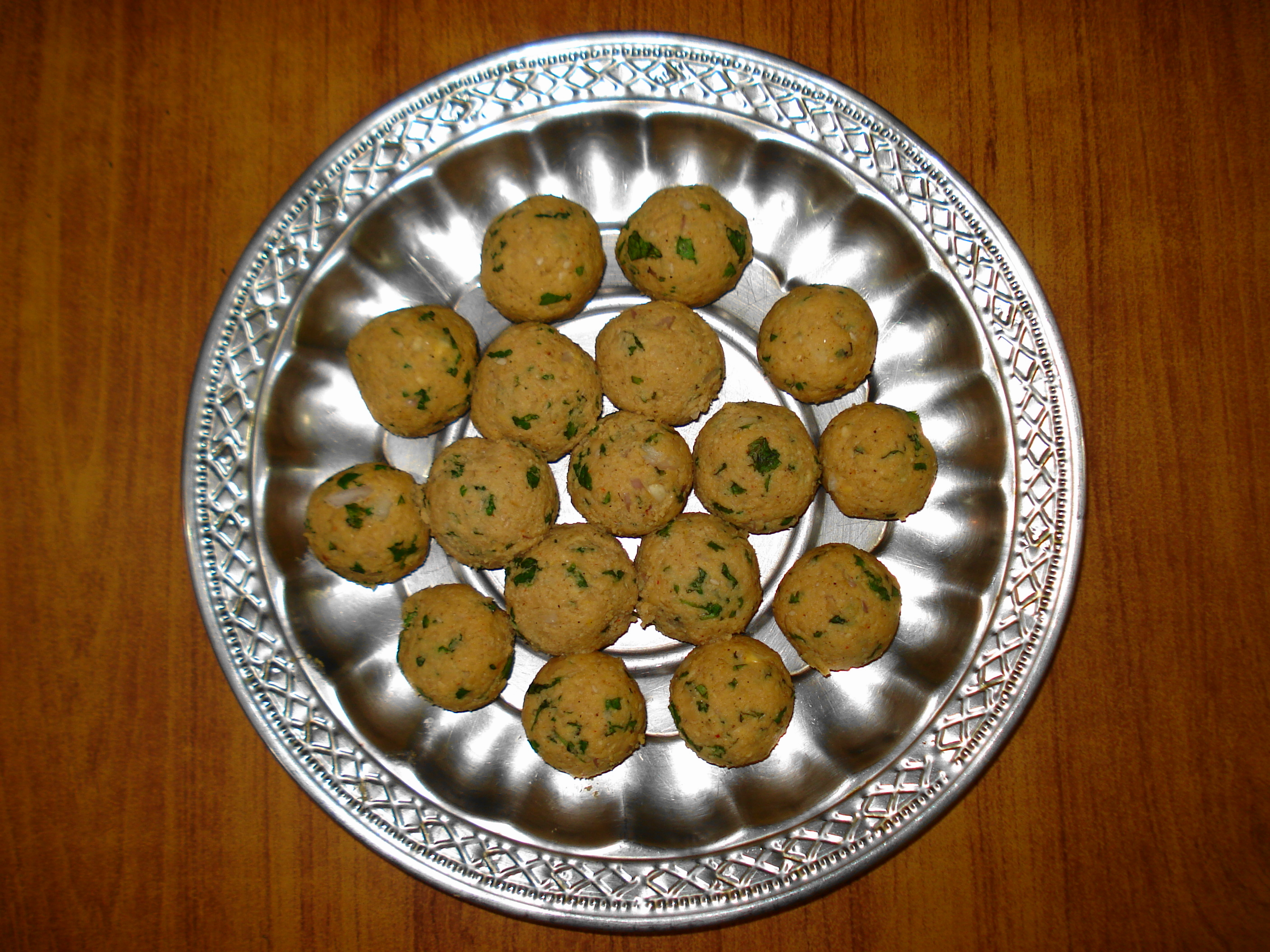
Falafel trước khi rán
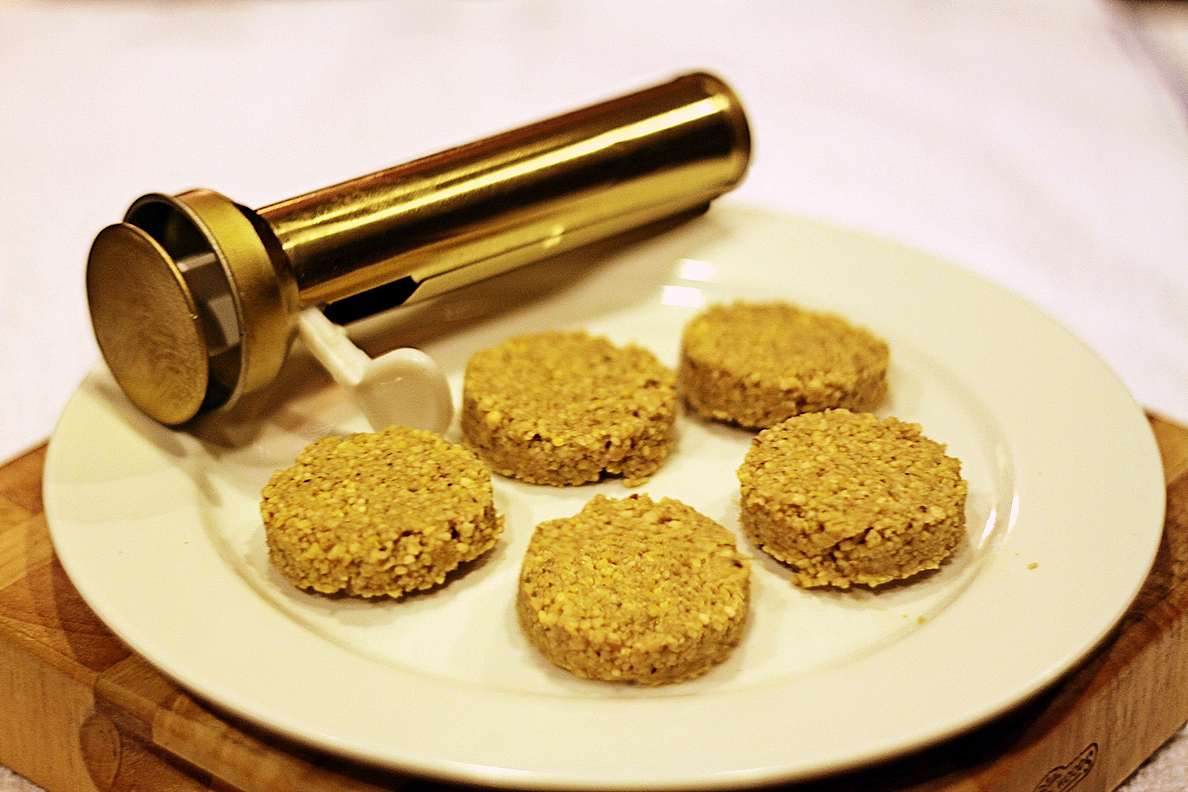
Trước khi rán lên
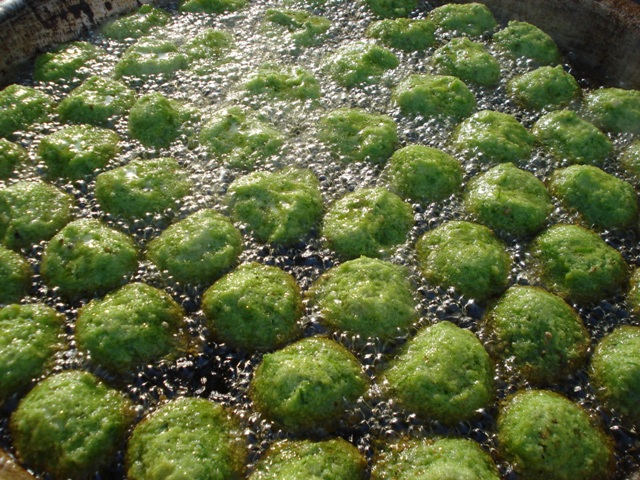
Rán falafel
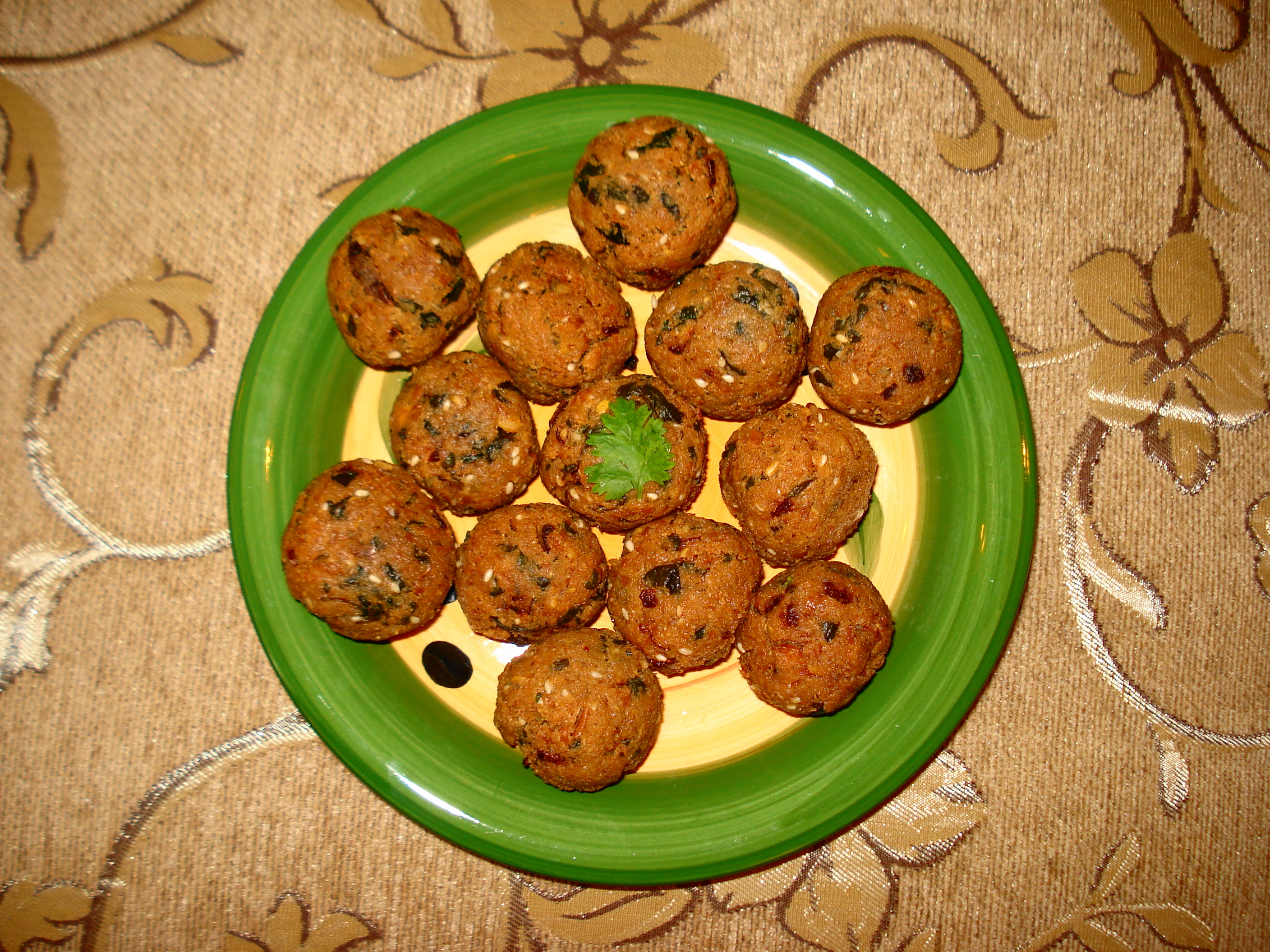
Falafel sau khi chế biến